# هانيكي بومونت
هانيكي بومونت (بالهولندية: Hanneke Beaumont)‏ هي نحّاتة هولندية، ولدت في 1 يونيو 1947 في ماستريخت في هولندا.